# Montecarlo (kommunhuvudort)
Montecarlo är en kommunhuvudort i Argentina.   Den ligger i provinsen Misiones, i den nordöstra delen av landet, 1 000 km norr om huvudstaden Buenos Aires. Montecarlo ligger 205 meter över havet och antalet invånare är 22 229.
Terrängen runt Montecarlo är platt, och sluttar västerut. Närmaste större samhälle är Puerto Eldorado, 18,6 km norr om Montecarlo. 
I omgivningarna runt Montecarlo växer i huvudsak städsegrön lövskog. Runt Montecarlo är det ganska glesbefolkat, med 21 invånare per kvadratkilometer.